# تپه قلعه گلزرد
تپه قلعه گلزرد مربوط به دوره ساسانیان - سده‌های اولیه و میانه دوران‌های تاریخی پس از اسلام است و در شهرستان نهاوند، بخش مرکزی، دهستان گاماسیاب، ۲۰۰ متری جنوب روستای گل زرد واقع شده و این اثر در تاریخ ۲۵ آبان ۱۳۸۷ با شمارهٔ ثبت ۲۳۷۴۱ به‌عنوان یکی از آثار ملی ایران به ثبت رسیده است.